# Deni Černi
Deni Černi (Virovitica, 3. svibnja 1993.) hrvatski je paraolimpijac. 
Rodio se u Virovitici 3. svibnja 1993. godine. Rodom je iz Grubišnog Polja, gdje i živi. Predsjednik je Atletskoga kluba osoba s invaliditetom „Otos” Grubišno Polje. Od djetinjstva boluje od mišićne distonije. U paraolimpijsku atletiku uveo ga je Darko Kralj zlatni paraolimpijac iz Pekinga 2008.
Deni Černi osvojio je brončanu medalju u disciplini bacanja kugle F33 s hicem 11,25 m na Ljetnim paraolimpijskim igrama 2020. održanim u Tokiju u Japanu.
Bio je europski i svjetski juniorski prvak u paratletici. Na Svjetskog prvenstva u paraatletici u Parizu 2023. osvojio je broncu s hicem od 11,08 metara. S Europskoga prvenstva u paraatletici u Berlinu 2018. godine ima srebro, a S Europskoga prvenstva u paraatletici u Bydgoszczu 2021. godine ima broncu.
Osvojio je srebrnu medalju u disciplini bacanja kugle F33 na Ljetnim paraolimpijskim igrama 2024. održanim u Parizu.

## izvori
1. ↑  Deni Černi grubisnopolje.hr Preuzeto 22. kolovoza 2024.
2. ↑  Deni Černi olympics.com Preuzeto 22. kolovoza 2024.